# Tallkottfisk
Tallkottfisk (Monocentris japonica) är en fiskart som först beskrevs av Houttuyn 1782.  Tallkottfisk ingår i släktet Monocentris och familjen Monocentridae. Inga underarter finns listade i Catalogue of Life.